# Paolo Perezzani
Paolo Perezzani (* 1955 in Suzzara/Lombardei) ist ein italienischer Komponist und Musikpädagoge.

## Leben
Perezzani studierte Philosophie an der Universität Bologna und war Kompositionsschüler von Salvatore Sciarrino und Armando Gentilucci. 1986 besuchte er das Centro di Sonologia Computazionale der Universität Padua und 1994 die Stage d’informatique musical de l’Ircam in Paris. Von 1985 bis 1988 war er Assistent von Sciarrino bei den Kompositionskursen in Città di Castello. Danach begann er, Komposition am Konservatorium von Mantua zu unterrichten.
1982 nahm Perezzani am Wettbewerb Opera Prima in Venedig teil, 1984 am Kompositionswettbewerb beim Festival delle Nazioni in Città di Castello und 1986 an der International Gaudeamus Music Week in Amsterdam. Mit seinem Orchesterwerk Primavera dell’anima, das im Rahmen des Festivals Wien Modern vom Gustav Mahler Jugendorchester unter Leitung von Claudio Abbado uraufgeführt wurde, erhielt er 1992 den Ersten Preis beim Wiener Internationalen Kompositionswettbewerb. Seine Kompositionen wurden aufgenommen und bei Konzerten und Festivals u. a. in Italien, den Niederlanden, Deutschland, den USA, Korea, Japan, Mexiko und Australien aufgeführt.

## Werke
- Il volto della notte für Flöte, Bassklarinette und Klavier, 1987
- Primavera dell’anima für Orchester, 1992
- Imagine si ceci für männliche Singstimme, Fagott und Violoncello, 1993
- Donna di dolori für Singstimme, Klarinette und Elektronik, Text von Patrizia Valduga, 1994
- Thauma für acht Singstimmen 1999
- All for company, szenische Kantate für drei weibliche Singstimmen, 2001
- Oltre le fissurazioni (omaggio ad Andrea Zanzotto) für Ensemble, 2007
- With drums and colours e addio für Klavier und Akkordeon, 2008
- Fremiti fermi für Violine, Gitarre und Akkordeon, 2008
- Au bord du sens für Sänger in mehreren Gesangsgruppen, vier Orchester und vier Schlagzeuger, 2010